# BMW X5 (E53)
Le BMW E53 est une voiture de tourisme de BMW à traction intégrale et avec un hayon divisé horizontalement. L’E53 est la première génération du BMW X5.
Le véhicule, qui a été présenté au Salon international de l'automobile d'Amérique du Nord 1999, a été présenté aux États-Unis à l'automne 1999 et a été le premier véhicule tout-terrain (limité) proposé par BMW. Il était produit aux USA à Greer (Caroline du Sud). Alors que le véhicule était déjà arrivé chez les concessionnaires aux États-Unis fin 1999, il est également arrivé en Allemagne en mai 2000. Cette première gamme de X5 a été produite jusqu'à fin 2006 et est donc le prédécesseur du BMW E70, qui était disponible en Europe à partir de mars 2007.

## Caractéristiques du véhicule
Le X5 est considéré comme un «SUV» (Sport Utility Vehicle); mais le constructeur lui-même n'appelle la voiture ni un "SUV" ni un "véhicule tout-terrain", mais commercialise le X5 sous le nom de "SAV" (Sport Activity Vehicle) - une catégorie créée spécialement par BMW pour le X5. Une variante de SAV plus petite, le BMW X3, est présentée à l'automne 2003, puis également le BMW X1 à l'automne 2009. La conception provient de Frank Stephenson, qui a mis six semaines entre le premier brouillon et le brouillon à l’échelle 1:1.
Le X5 a une carrosserie unitaire et des roues suspendues individuellement. L'absence de démultiplication pour un usage tout-terrain et le concept du moteur et de la transmission qui sont plus destinés à la route rendent le X5 (comme le X3) inadapté à un usage tout-terrain intensif. Mais il est considéré comme un véhicule plutôt sportif parmi les différents modèles de SUV.

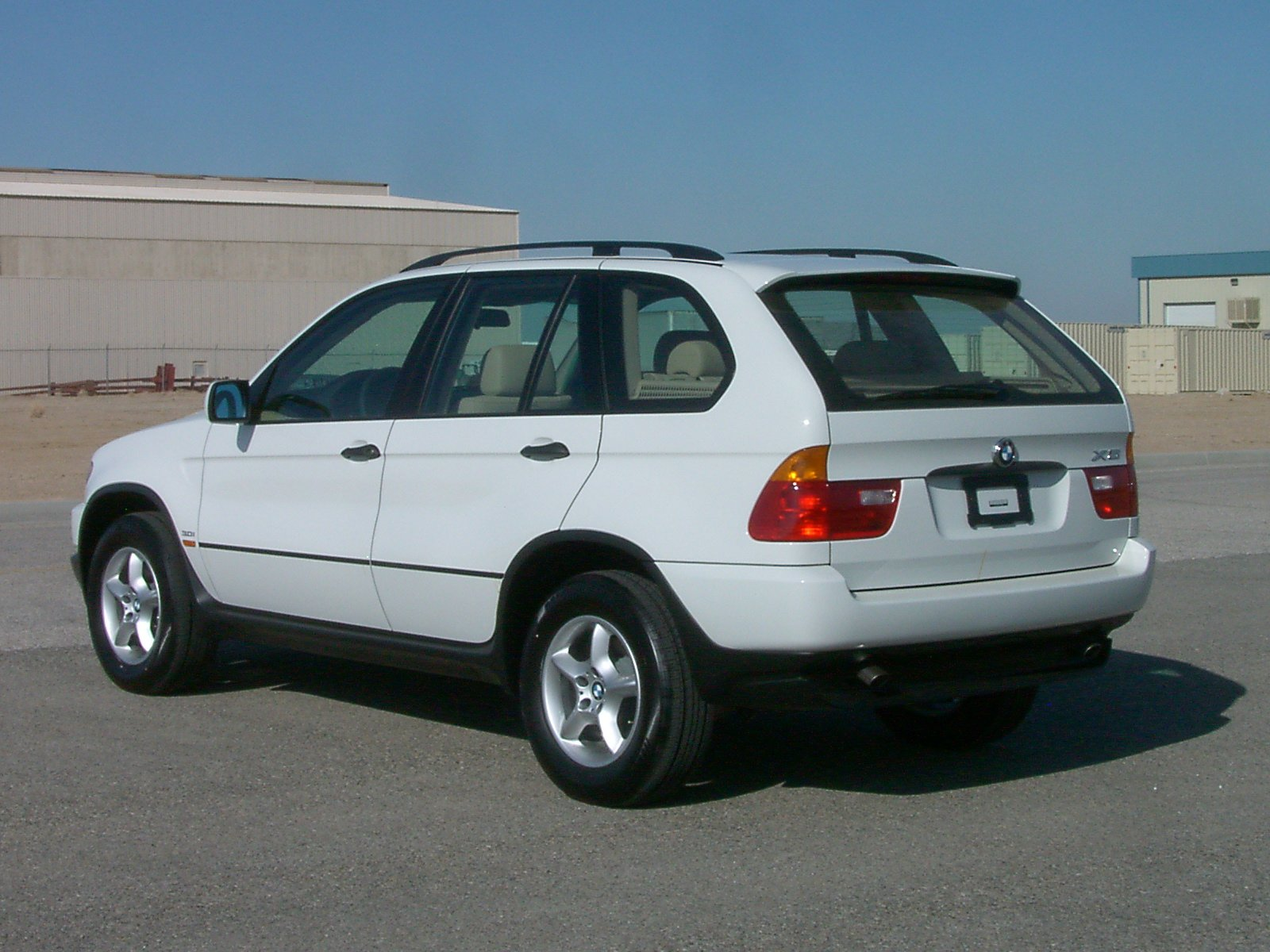
Vue arrière

### Lifting
En septembre 2003, presque simultanément avec l'introduction du X3 de fabrication autrichienne, le X5 a fait peau neuve. Les principaux changements étaient les phares, les antibrouillards, la calandre, le capot et les feux arrière.

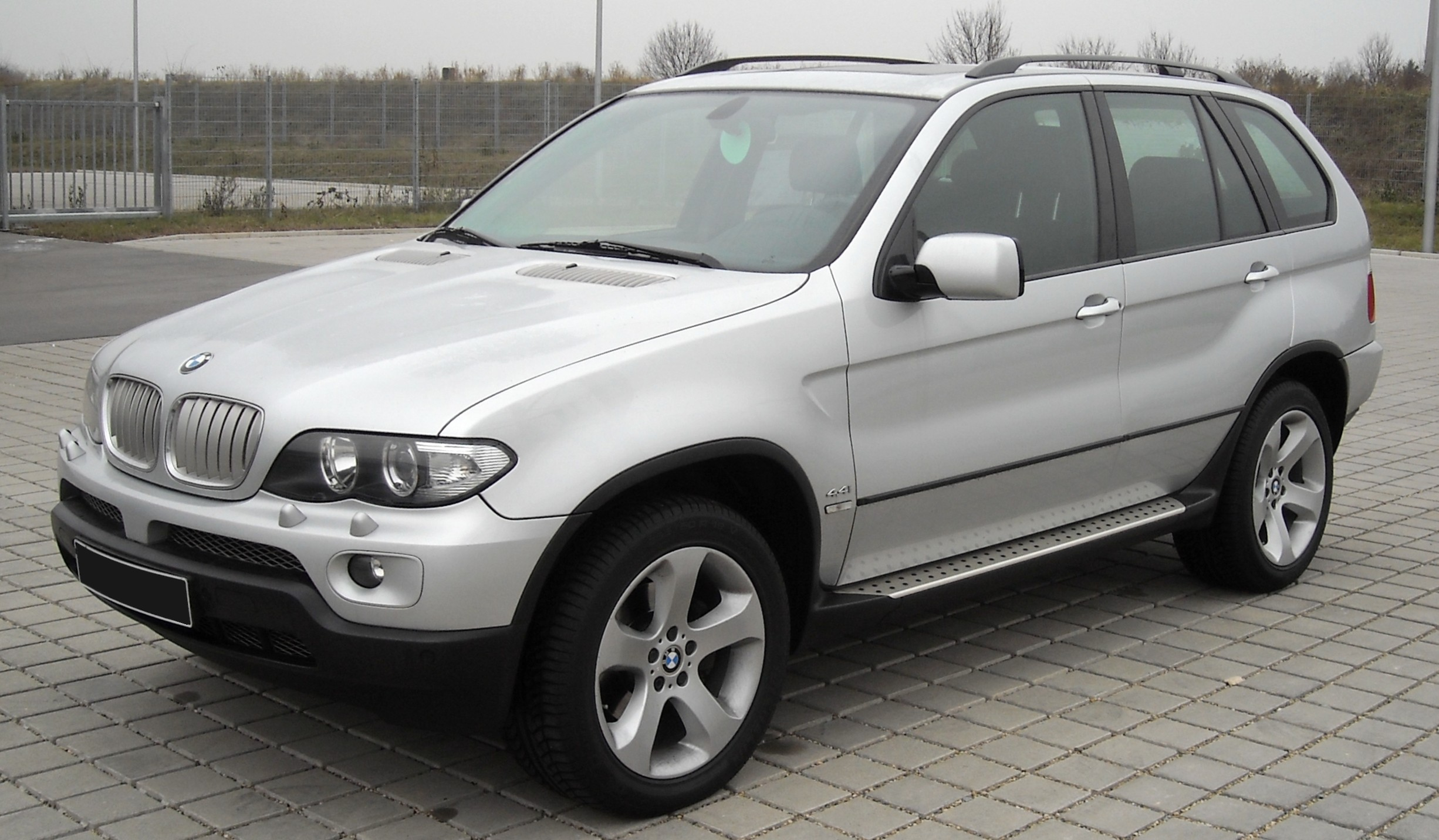
BMW X5 (2003–2006)
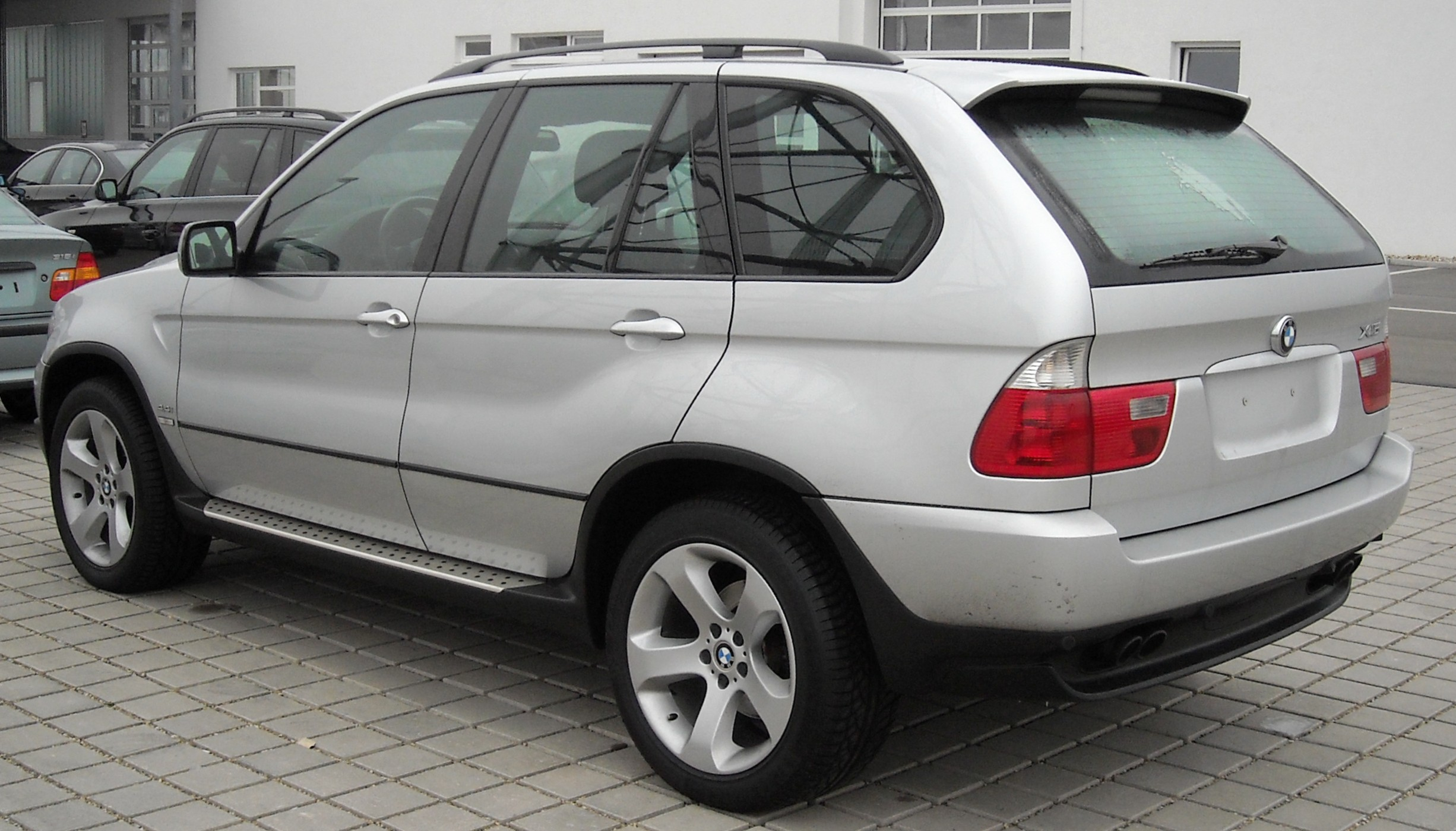
Hayon divisé et feux arrière en forme de L

## Variantes de moteur
Au lancement, le BMW X5 n'était proposé qu'avec deux variantes de moteur :
- Moteur essence six cylindres en ligne d’une cylindrée de 3,0 litres et 170 kW (231 ch), désignation de modèle 3.0i
- Moteurs essence huit cylindres en V d’une cylindrée de 4,4 litres et 210 kW (286 ch), désignation de modèle 4.4i

Début 2002, deux autres variantes avaient été ajoutées à la gamme de moteurs :
- Moteur Diesel six cylindres en ligne avec turbocompresseur et injection directe à rampe commune d’une cylindrée de 3,0 litres et 135 kW (184 ch), désignation de modèle 3.0d
- Moteur essence V8 d’une cylindrée de 4,6 litres et 255 kW (347 ch), désignation de modèle 4.6is, le moteur M62B46TÜ de l’Alpina B10 V8 de 1998, avec lequel il partage certains composants, sert de gabarit pour ce moteur produit par BMW lui-même. La 4.6iS bénéficie de modifications la rendant plus sportive notamment au niveau des trains roulants, d’un kit carrosserie plus aérodynamique et de nuances de peintures qui lui sont réservées[6].

En octobre 2003, le nouveau moteur V8 N62 de 4,4 litres avec Valvetronic a été introduit dans le cadre du restylage, remplaçant l'ancien moteur M62 de 210 kW (286 ch) du 4.4i. Les performances du BMW X5 4.4i sont passées à 235 kW (320 ch). De plus, le moteur diesel M57 du BMW X5 3.0d a fait l'objet d'une révision technique et dispose désormais d'une injection directe à rampe commune de deuxième génération. Cela a augmenté les performances du BMW X5 3.0d à 160 kW (218 ch). Un système de traction intégrale amélioré, XDrive, a également été introduit.
En avril 2004, la nouvelle variante haut de gamme, le X5 4.8is, qui remplace le 4.6is, a suivi. Il était également basé sur le nouveau moteur V8 N62 et recevait une cylindrée plus importante (4 799 cm³ au lieu de 4 398 cm³), que BMW a également introduit en 2005 pour les Série 5 et Série 7.

## Particularités
- En tant que BMW X5 Security, le BMW X5 était également disponible d’usine en tant que véhicule de protection spécial de catégorie de résistance B4.
- Au Salon international de l'automobile de Genève 2000, BMW a présenté une étude sous forme de pièce unique en état de marche avec le nom X5 Le Mans[8],[9] et le moteur V12 S70 de BMW d'une cylindrée de 6,1 l, que l'on trouve déjà dans la BMW V12 LMR et également éprouvé dans la McLaren F1. Avec ce moteur, BMW remporta le classement général des 24 Heures du Mans 1995. Comme aucun limiteur de débit d'air n'était nécessaire, il avait une puissance d'environ 515 kW et délivrait un couple de 720 Nm à 5 000 tr/min. C'était suffisant pour une accélération de 0 à 100 km/h en 4,7 secondes et une vitesse de pointe de plus de 300 km/h. À l'exception de l'intérieur, du châssis et des freins, le véhicule était proche du modèle de série. Hans-Joachim Stuck a parcouru le Nordschleife dans ce véhicule en 7:49 minutes. Au milieu des années 1990, il n'était possible de passer sous la barre des 8 minutes qu'avec quelques voitures de sport homologuées pour la route.
- En juin 2008, le tribunal régional de Munich a statué que le SUV chinois Shuanghuan SCEO de Red Star Auto Manufacturing Company était une copie du BMW X5 de première génération, a interdit à l'importateur défendeur de proposer ces véhicules dans le "trafic commercial en Allemagne" et a ordonné la destruction de tous les "véhicules avec une certaine apparence" que le défendeur possédait (Az. : 4HK O 16807/07)[10].